# Distretto di Cėcėrlėg (Hôvsgôl)
Il distretto di Cėcėrlėg  è uno dei ventitré distretti (sum) in cui è suddivisa la provincia del Hôvsgôl, in Mongolia. Conta una popolazione di 4.766 abitanti (censimento 2009). 